# Walerij Kałaczichin
Walerij Aleksiejewicz Kałaczichin (ros. Вале́рий Алексе́евич Калачи́хин, ur. 20 maja 1939 w sowchozie „Wtoraja piatiletka” w Kraju Krasnodarskim, zm. 27 listopada 2014 w Rostowie nad Donem) – rosyjski siatkarz, reprezentant Związku Radzieckiego, złoty medalista igrzysk olimpijskich i brązowy medalista mistrzostw Europy.

## Życiorys
Kałaczichin w 1961 ukończył Rostowski Instytut Finansowo-Ekonomiczny. W reprezentacji Związku Radzieckiego grał od 1963 do 1964. Zdobył brązowy medal na mistrzostwach Europy 1963 w Rumunii. Wystąpił na igrzyskach olimpijskich 1964 w Tokio. Zagrał wówczas we wszystkich dziewięciu meczach, a reprezentacja ZSRR zajęła 1. miejsce.
Był zawodnikiem klubów Buriewiestnik i SKA z Rostowa nad Donem. W 1963 zdobył wicemistrzostwo Związku Radzieckiego. Po zakończeniu kariery zawodniczej w 1969 pracował jako trener siatkówki, najpierw klubu SKA, a następnie reprezentacji Wietnamu i Madagaskaru.
Za osiągnięcia sportowe został wyróżniony tytułem Zasłużony Mistrz Sportu ZSRR w 1990 i odznaczony odznaką honorową „za zasługi w rozwoju kultury fizycznej i sportu” w 2000.